# Viverone
Viverone – miejscowość i gmina we Włoszech, w regionie Piemont, w prowincji Biella.
Według danych na styczeń 2009 gminę zamieszkiwały 1423 osoby przy gęstości zaludnienia 114,8 os./1 km².